# Jericho (míssil)

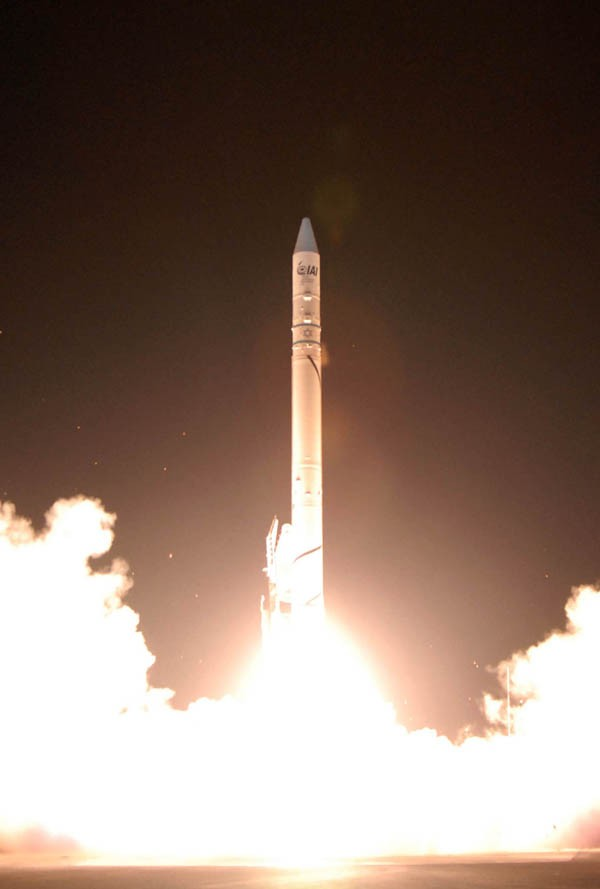
O foguete Shavit é baseado no míssil Jericho II

Jericho é uma designação geral dada aos mísseis balísticos de Israel. O nome é retirado do primeiro contrato de desenvolvimento assinado entre Israel e a Dassault em 1963, com o codinome sendo uma referência à cidade bíblica de Jericó. Como muitos assuntos referentes ao programa de armas nucleares de Israel, detalhes exatos são difíceis de se encontrar.

## Jericho I
O Jericho I foi publicamente identificado como um sistema operacional de mísseis balísticos de curto alcance no final de 1971. Ele tinha 13,4 m de comprimento, 0,8 m de diâmetro, e pesava 6,5 toneladas. Tinha uma autonomia de 500 km e um Erro Circular Provável de 1.000 m, e podia transportar uma carga útil estimada em 400 kg. Foi destinado a transportar uma ogiva nuclear. No entanto, devido à ambiguidade de Israel sobre o seu programa de armas nucleares, o míssil foi classificado como um míssil balístico. Seu desenvolvimento inicialmente ocorreu em conjunto com a França, com a Dassault provendo vários dos seus sistemas em 1963, com um modelo designado MD-620 sendo testado efetivamente em 1965. Mas a cooperação francesa foi interrompida por um embargo de armas a partir de janeiro de 1968, apesar de 12 mísseis terem sido entregues pela França. O trabalho foi continuado pela Indústria Aeroespacial Israelense (IAI) na instalação Zacarias Beit, em um programa que custou quase US$ 1 bilhão até 1980. Apesar de alguns problemas iniciais com os seus sistemas de orientação, acredita-se que cerca de 100 mísseis deste tipo foram produzidos.
Em 1969, Israel concordou com os EUA de que os mísseis Jericho não seriam usados como "mísseis estratégicos", com ogivas nucleares, pelo menos até 1972. Esse míssil atualmente é considerado obsoleto, e foi retirado de serviço durante a década de 1990.

## Jericho II
O Jericho II é um sistema de míssil balístico propelido a combustível sólido de dois estágios e médio alcance. Houve uma série de lançamentos de testes no Mediterrâneo entre 1987 e 1992, sendo que o maior alcance foi de cerca de 1.300 km a partir da instalação de Palmachim, ao sul de Tel Aviv. Esse míssil poderia transportar uma carga útil de 1.000 kg com um alcance de 2.800 km. 
O Jericho 2 possui 14,0 m de comprimento e 1,56 m de largura, com um peso de lançamento relatado de 26.000 kg (apesar de um lançamento alternativo com peso de 21.935 kg ter sido sugerido). Pode levar uma carga útil de 1.000 kg, capaz de transportar uma quantidade considerável de explosivos ou uma ogiva nuclear de 1 MT. Usa um motor de dois estágios propelido a combustível sólido, com uma ogiva de separação. O míssil pode ser lançado a partir de um silo, um vagão em uma estrada de ferro ou um veículo móvel. Isto dá-lhe a capacidade de ser escondido, mover-se rapidamente, ou ser mantido em um silo blindado, garantindo a sua sobrevivência contra qualquer tipo de ataque. 
Especula-se que o Jericho IIB forneceu a base do lançador de satélites Shavit, de três estágios e 23 toneladas (semelhante ao sul africano RSA-3), lançado em 1988 de Palmachim. A partir do desempenho do Shavit, estimou-se que como um míssil balístico possuiria um alcance máximo de cerca de 7.600 km, com uma carga de 500 kg. 

## Jericho III
Estima-se que o Jericho III tenha entrado em serviço em 2008.
Acredita-se que possui um propulsor de três estágios propelido a combustível sólido, capaz de transportar uma carga útil de 1000 a 1300 kg. É passível de ser equipado com uma única ogiva nuclear de 750 kg, ou duas ou três ogivas MIRV de baixo rendimento. Tem um peso de lançamento estimado de 30.000 kg, um comprimento de 15,5 m com uma largura de 1,56 m. É muito similar a uma atualização do veículo de lançamento espacial Shavit. Provavelmente, utiliza os motores do primeiro e segundo estágios. Seu alcance é estimado entre 4.800 a 11.500 km , e que provavelmente seja muito maior com uma menor carga, de aproximadamente 350 kg (o tamanho de uma pequena ogiva nuclear israelense). Acredita-se que possua guiagem por controle inercial, com uma ogiva guiada por radar, além de capacidades de ser lançado através de silos, veículos móveis e vagões.
De acordo com um relatório oficial que foi apresentado ao Congresso dos Estados Unidos em 2004 , pode ser que com uma carga de 1.000 kg o míssil tenha a capacidade de ataque nuclear dentro de todo o Oriente Médio, África, Europa, Ásia e quase todos as partes da América do Norte, bem como em grande parte da América do Sul e Oceania. O seu alcance também oferece uma velocidade de impacto extremamente elevada para alvos próximos, que lhe permite evitar as defesas anti-mísseis balísticos que podem se desenvolver na região imediata. 
Em 17 de janeiro de 2008 Israel testou um míssil balístico de múltiplos estágios, e acredita-se ser do tipo Jericho III supostamente capaz de transportar "ogivas especiais".